# 朱雯
朱雯，浙江石门縣（今屬桐鄉市）人，清朝政治人物。
康熙三年（1664年）甲辰科進士。康熙二十五年（1686年）接替鲁超任松江府知府一职，二十七年（1688年）由赵宁接任。历官山东督学，转济东道。